# Овчинников Василь Павлович
Овчинников Василь Павлович — актор, режисер та драматург.
Працював в Москві. Співав у хорі Миколи Лисенка. В 1895 р. купив у Харкові бандуру. Працював у трупі Марка Кропивницького і від нього навчився грати на бандурі. В 1912 р. організував випуск серії бандур музичною фірмою А. Кальпус і Ко. За зразок взяв інструмент бандуриста Андрія Волощенка — учня Михайла Кравченка.
Автор «Самонавчителя гри на бандурі» (Москва, 1914). Видав власним коштом 1000 примірників. Також йому приписується авторство музики всесвітньо відомої пісні на слова Михайла Старицького "Ніч яка місячна".
В 1934 р був заарештований і після цього немає ніяких свідчень про нього.

## Праці
- Овчинніков, В. П. Самонавчитель гри на бандурі — М.:1913
- Овчинников, В. — Дещо з історії кобзарського мистецтва -//Музика мас, 1928, ч. 10 с. 30
- Овчинніков, В. Спогади — ІМФЕ, Ф.46-2 зб.84